# Delta Cycling Rotterdam
Das Delta Cycling Rotterdam ist ein niederländisches Radsportteam mit Sitz in Berkel en Rodenrijs.
Die Mannschaft wurde 2003 unter dem Namen Van Vliet-EBH Advocaten gegründet.
Von 2005 bis 2018 besaß das Team den Status eines Continental Teams und nahm hauptsächlich an Rennen der UCI Europe Tour teil. Sportliche Leiter waren Kees van der Helm, Iwan van Zandbeek und Bennie Lambregts. Die Mannschaft wurde mit Rädern der Marke Merida ausgestattet, die auch 2003 noch als dritter Namensgeber fungierte.

## Saison 2018

### Erfolge in der UCI Europe Tour
Bei den Rennen der UCI Europe Tour im Jahr 2018 gelangen dem Team nachstehende Erfolge.
| Datum         | Rennen                        | Kat. | Sieger              |
| ------------- | ----------------------------- | ---- | ------------------- |
| 22. Mai       | 3. Etappe An Post Rás         | 2.2  | Luuc Bugter         |
| 23. Mai       | 4. Etappe An Post Rás         | 2.2  | Jason van Dalen     |
| 20.–27. Mai   | Gesamtwertung An Post Rás     | 2.2  | Luuc Bugter         |
| 8. Juli       | 3b. Etappe Sibiu Cycling Tour | 2.1  | Jason van Dalen     |
| 16. September | 6. Etappe Olympia’s Tour      | 2.2U | Marijn van den Berg |

## Saison 2017

### Erfolge in der UCI Europe Tour
Bei den Rennen der UCI Europe Tour im Jahr 2017 gelangen dem Team nachstehende Erfolge.
| Datum        | Rennen                       | Kat. | Sieger               |
| ------------ | ---------------------------- | ---- | -------------------- |
| 11. März     | Ronde van Drenthe            | 1.1  | Jan-Willem van Schip |
| 22. März     | 3. Etappe Tour de Normandie  | 2.2  | Jan-Willem van Schip |
| 22. Mai      | 2. Etappe An Post Rás        | 2.2  | Jan-Willem van Schip |
| 27. Mai      | 7. Etappe An Post Rás        | 2.2  | Daan Meijers         |
| 31. August   | 2. Etappe Okolo Jižních Čech | 2.2  | Jason van Dalen      |
| 1. September | 3. Etappe Okolo Jižních Čech | 2.2  | Jan-Willem van Schip |

## Saison 2009

### Erfolge in der UCI Europe Tour
Bei den Rennen der UCI Europe Tour im Jahr 2009 gelangen dem Team nachstehende Erfolge.
| Datum        | Rennen                          | Fahrer       |
| ------------ | ------------------------------- | ------------ |
| 23.–29. März | Gesamtwertung Tour de Normandie | Bram Schmitz |

## Platzierungen in UCI-Ranglisten
UCI Africa Tour
| Saison    | Mannschaftswertung | Fahrerwertung         |
| --------- | ------------------ | --------------------- |
| 2008      | 19.                | Roel Egelmeers (110.) |
| 2009–2016 | —                  | —                     |

UCI Asia Tour
| Saison    | Mannschaftswertung | Fahrerwertung               |
| --------- | ------------------ | --------------------------- |
| 2008      | 22.                | Joost van Leijen (65.)      |
| 2009–2015 | —                  | —                           |
| 2016      | 94.                | Jan-Willem van Schip (621.) |

UCI Europe Tour
| Saison | Mannschaftswertung | Fahrerwertung            |
| ------ | ------------------ | ------------------------ |
| 2009   | 52.                | Bram Schmitz (118.)      |
| 2010   | 42.                | Bram Schmitz (117.)      |
| 2011   | 50.                | Yoeri Havik (106.)       |
| 2012   | 43.                | Dylan Groenewegen (179.) |
| 2013   | 22.                | Dylan Groenewegen (51.)  |
| 2014   | 30.                | Coen Vermeltfoort (60.)  |
| 2015   | 48.                | Coen Vermeltfoort (125.) |
| 2016   | 33.                | Coen Vermeltfoort (621.) |

UCI Oceania Tour
| Saison    | Mannschaftswertung | Fahrerwertung         |
| --------- | ------------------ | --------------------- |
| 2008      | 4.                 | Joost van Leijen (5.) |
| 2009–2016 | —                  | —                     |